# Buchenavia ochroprumna
Buchenavia ochroprumna là một loài thực vật có hoa trong họ Trâm bầu. Loài này được Eichler mô tả khoa học đầu tiên năm 1866.